# Liste von Denkmalen und Kunstwerken in Weißwasser
Die Liste der Denkmale und Kunstwerke in Weißwasser gibt eine Übersicht über die Denkmale und Kunstwerke im öffentlichen Raum der Stadt Weißwasser. Die Objekte der Punkte 1 bis 9 stehen sämtlich unter Denkmalschutz.
Zum Verzeichnis der Kulturdenkmale in der Stadt siehe Liste der Kulturdenkmale in Weißwasser/Oberlausitz

## Wandbilder
| Bezeichnung            | erschaffen von        | Baujahr | Kategorie       | Lage                                                    | Beschreibung | Foto                                              |
| ---------------------- | --------------------- | ------- | --------------- | ------------------------------------------------------- | --- | ------------------------------------------------- |
| Sorbisches Wandbild    | Dieter Dressler       | 1971    | Wandbild        | Prof.-Wagenfeld-Ring 44 51° 29′ 40″ N, 14° 38′ 9″ O     | Das Bild entstand auf Keramiktafeln, die Dressler in Meißen anfertigen ließ. Eines der Keramikplättchen trägt sein Signum. Das Wandbild wurde im Dezember 1993 übermalt, als in das Gebäude ein Drogeriediscounter einzog. Nach Protesten gegen diesen „Kunstraub“ wurden die Keramiken wieder gereinigt. | [ Foto 1 ]                                        |
| Lebensfreude           | Georgios Wlachopoulos | 1981    | Wandbild        | Straße der Jugend 51° 29′ 46″ N, 14° 37′ 37″ O          | Dieses Bild auf Meißner Spaltkeramikplatten zierte seit 1981 das ehemalige Gebäude der Aula der 11. Polytechnischen Oberschule. Da diese und eine weitere direkt angrenzende POS zu Jahresbeginn 2012 komplett abgerissen wurden, war die Zukunft des unter Denkmalschutz stehenden Objektes, auch hinsichtlich der Größe von 6×12 Metern offen. Der Stadtrat entschied sich gegen die Variante einer Stützkonstruktion und für den Abriss. Das Bild wurde in Teile zersägt und eingelagert. Obwohl die Wiedererrichtung lange Zeit fraglich war, wurden die zersägten Betonplatten unsachgemäß in beklagenswertem Zustand im Freien gelagert. Am 23. September 2021 wurde das von Restaurator Klaus-Peter Dyroff sanierte Wandbild am einstigen „Puck“ eingeweiht. | Wandbild „Lebensfreude“ von Georgous Wlachopoulos |
| Regenbogen             | Rita Schillack        |         | Wandbild        | Werner-Seelenbinder-Straße 51° 29′ 45″ N, 14° 37′ 20″ O | Das gemalte Wandbild hat eine Größe von ca. 300 m² und befindet sich am Gebäude der Stadtwerke in Weißwasser Süd, welches den Radiosender Radio WSW beherbergt. | Wandbild „Regenbogen“ von Rita Schillack          |
| Erzieherin mit Kindern |                       | 1953    | Keramikwandbild | Friedrich-Fröbel-Straße 1 51° 30′ 30″ N, 14° 37′ 58″ O  | Dieses Keramikwandbild befindet sich an der Kindertagesstätte „Ulja“. | Keramikwandbild „Erzieherin mit Kindern“          |

## Plastiken und Skulpturen
| Bezeichnung                                                   | erschaffen von                                         | Baujahr             | Kategorie              | Lage                                                                                     | Beschreibung | Foto |
| ------------------------------------------------------------- | ------------------------------------------------------ | ------------------- | ---------------------- | ---------------------------------------------------------------------------------------- | --- | --- |
| Glasmacher                                                    | Gerd Hallaschk                                         |                     | Holzplastik            | auf dem Gelände des Glasmuseums, Forster Straße 51° 30′ 24″ N, 14° 38′ 3″ O              | | (Weitere Fotos) |
| Forstarbeiter                                                 | Jürgen Spotte                                          |                     | Holzplastik            | Forstbetrieb Weißwasser                                                                  | | Bild gesucht |
| Sitzende Frau (auch Hockende?)                                | Gisela Mauermann (Görlitz)                             | 1989 (saniert 2005) | Holzskulptur           | auf dem Boulevard 51° 30′ 9″ N, 14° 38′ 11″ O                                            | | Sitzende Frau, Mauermann, 1989 |
| Weiblicher Torso                                              | See                                                    | 1989 (saniert 2005) | Holzskulptur           | auf dem Boulevard 51° 30′ 5″ N, 14° 38′ 8″ O                                             | | Weiblicher Torso, See, 1989 |
| Weiblicher Torso                                              | E. Klauß                                               | 1989 (saniert 2005) | Holzskulptur           | auf dem Boulevard 51° 30′ 5″ N, 14° 38′ 9″ O                                             | | Weiblicher Torso, E. Klauß, 1989 |
| Männlicher Torso                                              | Frank Germann Beeskow                                  | 1989 (saniert 2005) | Holzskulptur           | auf dem Boulevard 51° 30′ 6″ N, 14° 38′ 8″ O                                             | Figur eines männlichen Körpers | Männlicher Torso, Beeskow, 1989 |
| Solidarität (auch Helfen)                                     | Heiko Lindner                                          | 1989 (saniert 2005) | Holzplastik            | auf dem Rosa-Luxemburg-Straße (Verlängerung des Boulevards) 51° 30′ 4″ N, 14° 38′ 7″ O   | | Solidarität, Lindner, 1989 |
| Natur schlägt zurück                                          | Klaus Illner                                           | 1989 (saniert 2005) | Holzskulptur           | auf dem Boulevard 51° 30′ 11″ N, 14° 38′ 13″ O                                           | | (Weitere Bilder) |
| Frau träumend (auch Frauenfigur)                              | Wolfgang Töpfer                                        | 1989 (saniert 2005) | Holzskulptur           | auf dem Boulevard 51° 30′ 10″ N, 14° 38′ 14″ O                                           | | Frau träumend, Töpfer, 1989 |
| Hochzeitspaar                                                 | Hartwig Stolper                                        | 1989 (saniert 2005) | Holzskulptur aus Eiche | auf dem Boulevard 51° 30′ 7″ N, 14° 38′ 9″ O                                             | Skulptur eines Brautpaares mit Brautstrauß | Brautpaar, Stolper, 1989 |
| Krabat                                                        | Jürgen Bergmann                                        | 1989                | Holzplastik            | Prof.-Wagenfeld-Ring, Gelände der Station Junger Techniker 51° 29′ 22″ N, 14° 38′ 1″ O   | Krabatfigur | Bergmann, Krabat, 1989 |
| Die Kesse                                                     | Dorothea von Philipsborn                               | 1962                | Bronzeplastik          | Humboldtstraße, vor dem EDEKA-Markt 51° 30′ 2″ N, 14° 38′ 46″ O                          | Für die Bronzeplastik stand die heutige Weißwasseraner Ärztin Dr. Monika Höfs als junges Mädchen Modell. | Die Kesse, Dorothea von Philipsborn |
| Schutz des Lebens                                             | Jürgen von Woyski                                      | 1970                | Säule                  | Karl-Liebknecht-Straße 1, vor dem Eingang des Krankenhauses 51° 30′ 10″ N, 14° 37′ 54″ O | Das von der Säule gehaltene große Herz ist aus Kupfer getrieben. | „Schutz des Lebens“, Woyski, 1970 |
| Seelöwenplastik                                               | Dorothea von Philipsborn                               | 1953 (saniert 2008) | Plastik                | Friedrich-Fröbel-Straße 51° 30′ 29″ N, 14° 37′ 58″ O                                     | Die in den „Steinzeugwerken Krauschwitz“ aus Keramik hergestellte Figur wurde 1954 mittels Pferdewagen nach Weißwasser gebracht, dort aufgebaut und eingeweiht. Sie besitzt eine sogenannte Salzglasur. Nach dem Auftreten von Rissen wurde sie von der Restauratorin für Glas und Keramik Silke Rohmer aus Leipzig saniert und am 18. Juni 2008 wiedereingeweiht. Materialbedingt leidet sie erneut unter Haarrissen. Der jetzige Brunnenring mit einer Robbe darauf befindet sich an der Kindertagesstätte „Ulja“               | Bild gesucht BW |
| Zickelgruppe (Ziegen, Ziegengruppe)                           | Dorothea von Philipsborn                               | 1960                | Plastik                | Lutherstraße auf dem Gelände der 2. Mittelschule 51° 30′ 1″ N, 14° 38′ 29″ O             | Tierplastik, Ziegen darstellend | Ziegenplastik |
| Gespann                                                       | Jürgen von Woyski                                      | 1985                | Plastik                | Teichstraße auf dem Gelände des Tierparks 51° 30′ 9″ N, 14° 37′ 25″ O                    | | Steinerne Skulptur Gespann |
| Reliefwand Sport                                              | Herbert Bierschick                                     | 1970                | Plastik                | Lutherstraße 51° 29′ 46″ N, 14° 38′ 24″ O                                                | Die Reliefwand stellt Sportler verschiedener Sportarten dar. Sie befindet sich vor der ehemaligen Kaufhalle „Puck“ | Reliefwand „Sport“ |
| Fabelwesen                                                    | Peschel                                                |                     | Skulptur               | Koordinaten fehlen! Hilf mit.                                                            | zwei von drei Figuren befinden sich im Tierpark Weißwasser, die dritte ist zu stark beschädigt; (vor 1990 Kinderspielzentrum Süd) | Bild gesucht |
| Arbeiter der Glasindustrie oder Arbeiter bei der Glasschmelze | Walter Bullert und Hans Klakow, Brieselang (1899–1993) | Juli 1955           | Skulptur, Betonplastik | Berliner Straße 1 51° 30′ 11″ N, 14° 38′ 21″ O                                           | Die Gruppe aus drei Figuren wurde im Rahmen des Neubaus der Ingenieurschule für Glastechnik vor dem Haupteingang errichtet. Sie wurde von der Kunsthandwerker-Firma Heinrich Moldenhauer aus Potsdam gefertigt. Die Figuren: Der Glasmacher ist bei der Arbeit mit der Glasmacherpfeife dargestellt. Der Techniker trägt in der linken Hand ein Pyrometer zur berührungslosen Temperaturmessung und in der rechten Hand ein Buch. Die Schleiferin betrachtet aufmerksam eine hochgehaltene Vase, die von ihr veredelt worden ist. | (Weitere Fotos) |
| Junge Familie                                                 | Peter Maria Stajkoski                                  | 1995                | Skulptur               | Bodelschwinghstraße vor der Niederschlesischen Sparkasse 51° 30′ 20″ N, 14° 38′ 25″ O    | Die Figuren aus rostfreiem Stahlblech gehörten der Sparkasse Oberlausitz-Niederschlesien und befanden sich vor dem Gebäude der Filiale im Alten Dorf von Weißwasser. Nach dem Verkauf des Grundstückes gehörten sie dem neuen Eigentümer, der sie 2009 an den Findlingspark Nochten übergab. | Bild gesucht BW [ Foto 2 ] |
| Glasmacherlehrling                                            | Konrad Tag (Entwurf)                                   | 1953 (saniert 2011) | Skulptur               | Jahnstraße 51° 30′ 34″ N, 14° 38′ 6″ O                                                   | Die Sanierung der Skulptur erfolgte durch Günter Schönherr aus Kunnerwitz, der u. a. Risse im Kopf der Figur reparieren und die verlorene Glasmacherpfeife und eine Hand ersetzen musste. | Steinerne Skulptur eines Glasmacherlehrlings von Konrad Tag 1953, saniert 2011; seitdem vor dem Berufsschulzentrum Jahnstraße in Weißwasser |
| Glasmacher und Mann am Schmelzofen                            | Peter Maria Stajkoski                                  | 1993                | Skulptur               | Bodelschwinghstraße vor der Niederschlesischen Sparkasse 51° 30′ 20″ N, 14° 38′ 25″ O    | Die Figuren aus rostfreiem Stahlblech gehören der Sparkasse Oberlausitz-Niederschlesien und befinden sich im Gebäude der Filiale Weißwasser. | Stahlblechfiguren eines Glasbläsers und eines Glasmachers am Glasofen von Peter Maria Stajkoski, 1993                                       |
| Schillerbank                                                  | Fink (Architekt), (Entwurf)                            | 1905                | Steinbank              | Bautzener Straße/Rosa-Luxemburg-Straße 51° 30′ 3″ N, 14° 38′ 13″ O                       | Es handelt sich um eine steinerne Sitzbank, die anlässlich des 100. Todestages Friedrich Schillers am 9. Mai 1905 von liberalen Kräften in der Stadt gestiftet und an der Hauptstraße der Stadt an der Einmündung der Schillerstraße errichtet wurde; sie wurde 2005 vom Chemnitzer Bildhauer Beier saniert; für die Gestaltung des Platzes und der Bank wurden 7000 € aus Fördermitteln ausgegeben. | Schillerbank |

## Denkmäler
| Bezeichnung                          | erschaffen von           | Baujahr       | Kategorie                                  | Lage                                                                   | Beschreibung | Foto                                          |
| ------------------------------------ | ------------------------ | ------------- | ------------------------------------------ | ---------------------------------------------------------------------- | --- | --------------------------------------------- |
| Säule der Freundschaft               | Jürgen von Woyski        | 1969          | Plastik                                    | Lutherstraße 22 51° 29′ 59″ N, 14° 38′ 34″ O                           | Die Sandstein-Säule, Höhe 3,20 m, wurde im Jahre 2006 von der Brunnenstraße (ehemalige Schule 2) auf das Gelände der 2. Mittelschule (ehemals Schule 5) versetzt. | Saüle der Freundschaft                        |
| Relief Wickelkind                    | Dorothea von Philipsborn | 1953          | Relief                                     | Friedrich-Fröbel-Straße 1 51° 30′ 30″ N, 14° 37′ 58″ O                 | befindet sich an der Kita „Ulja“ | Bild gesucht BW                               |
| Mahnmal für die Opfer des Faschismus | Gustav Seitz             | nach 1945     | Steinskulptur (Betonguss) auf einem Sockel | Muskauer Straße 51° 30′ 25″ N, 14° 38′ 39″ O                           | Das Mahnmal stand viele Jahrzehnte am Marktplatz der Stadt, wo es bei dessen Neugestaltung weichen musste. Bei der Umgestaltung des Grünfläche an der Muskauer Straße im Jahre 2010 wurde es dort aufgestellt. Die Inschrift auf der Plastik lautet „DEN TOTEN VOM KZ 1933–45“. Auf dem Sockel steht in einem gleichschenkligen Dreieck mit der Spitze nach unten „DEN TOTEN DER LORBEER – DEN LEBENDEN DIE – PFLICHT“      | Mahnmal für die Opfer des Faschismus          |
| Luther-Gedenkstein                   |                          | 25. Okt. 1917 | Stein                                      | Gedenkstein mit Platte an der Kirchstraße 51° 30′ 26″ N, 14° 38′ 32″ O | Der Lutherstein wurde in der Grube „Hermann“ gefunden und an der Evangelischen Kirche aufgestellt; möglicherweise im Zusammenhang mit der einige Tage zuvor erfolgten kriegsbedingten Abgabe der bronzenen Glocken. Der Sockel des Steines wurde 2005 saniert. | Lutherstein in Weißwasser                     |
| Jahndenkmal                          | Martin Wolff             | 11. Aug. 1906 | Bronzebüste                                | Jahnpark an der Teichstraße 51° 30′ 41″ N, 14° 38′ 17″ O               | Die Einweihung der in der Gießerei Lauchhammer gegossenen bronzenen Büste Friedrich Ludwig Jahns erfolgte an dessen 128. Geburtstag durch Mitglieder des Sportvereins am Turnplatz an der Jahnstraße neben dem damaligen Vereinshaus. Es ist das erste Denkmal dieser Art in der Provinz Schlesien, mit dem der große Volkssportler und Turnvater geehrt wurde. Eine gleiche Büste wurde auch in Neubrandenburg aufgestellt | Friedrich-Ludwig-Jahn-Büste                   |
| Gedenkkreuz Friedrich Froboeß        |                          | 1928          | Steinkreuz                                 | auf dem Friedhof der Stadt, am Forstweg 43 51° 30′ 9″ N, 14° 37′ 25″ O | Inschrift: Friedrich Froboess / Superintendent u. Kreisschulinspektor / 27.10.1864 –19.1.1916 / 1.Kor.15,10. / Ihrem ersten / Seelsorger / Die Dankbare / Ev.Kirchen- / gemeinde | Grabstein, Gedenkkreuz für Friedrich Froboess |

## Ehrenmale/Gedenktafeln/Gedenksteine
| Bezeichnung                                                   | erschaffen von                                                | Baujahr                    | Kategorie   | Lage                                                                     | Beschreibung | Foto                                                                                             |
| ------------------------------------------------------------- | ------------------------------------------------------------- | -------------------------- | ----------- | ------------------------------------------------------------------------ | --- | ------------------------------------------------------------------------------------------------ |
| Kriegsgräberanlage                                            |                                                               | 14. Nov. 1993              | Bronzetafel |                                                                          | Die am Volkstrauertag 1993 eingeweihte Bronzetafel wurde vom Volksbund Deutsche Kriegsgräberfürsorge e. V., Kassel gestiftet. | Bild gesucht                                                                                     |
| Gedenkstein der Opfer beider Weltkriege                       |                                                               | 13. Feb. 1959              | Stein       | Muskauer Straße, Ecke Teichstraße 51° 30′ 32″ N, 14° 38′ 45″ O           | Anlässlich einer Großkundgebung am 13. Februar 1959 zum Gedenken des Infernos in Dresden 1945 wurde ein Findlingsstein mit der Aufschrift «Die Toten mahnen uns» enthüllt, der damals in einer kleinen Grünanlage auf dem heutigen Parkplatz am Bahnhof aufgestellt wurde. Die vorbeiführende Schweigstraße wurde aus diesem Anlass in Straße des Friedens umbenannt. Aufgrund des Stadtumbaus musste das Denkmal 1974 an den Platz des Friedens umgesetzt. | Gedenkstein für die Opfer der Weltkriege                                                         |
| Gedenktafel des Todesmarsches 1945                            |                                                               |                            |             | Mittelstraße 1 51° 30′ 22″ N, 14° 38′ 34″ O                              | Die Gedenktafel am Haus Mittelstraße 1 erinnert an eine polnische Jüdin, die im Februar 1945 mit tausend anderen Frauen bei einem Todesmarsch vom KZ-Außenlager Neusalz (Landkreis Freystadt/Niederschlesien) des KZ Groß-Rosen nach Bayern durch die Stadt getrieben und von SS-Männern erschossen wurde. Allein an der Straße zwischen Bad Muskau, Krauschwitz und Weißwasser ermordete die SS viele der Häftlingsfrauen und verscharrte sie. Nur 60 überlebten den Marsch. | Gedenktafel                                                                                      |
| Gedenkstein August Bebel                                      |                                                               | nach 1945 (Umwidmung)      |             | August-Bebel-Straße/Berliner Straße 51° 30′ 28″ N, 14° 37′ 2″ O          | Am 26. Oktober 1900 erfolgte die Enthüllung eines Denkmals für den preußisch-deutschen Generalstabschef Graf Helmuth von Moltke d. Ä. in Alt-Weißwasser durch den Haus- und Grundbesitzer-Verein, für das die Gemeindekasse bereits 1896 zehn Mark spendete. Am Deutsch-Französischen Krieg 1870/71, an dem von Moltke befehligte deutsche Truppenverbände teilnahmen, war auch der damalige Gemeinderatsvorsitzende Hermann Kiesewetter beteiligt. Das ursprüngliche Medaillon auf dem Obelisken mit dem Konterfei General Moltkes wurde nach 1945 durch das von August Bebel ausgetauscht. | (ältere Fotos: deutschefotothek.de, deutschefotothek.de, deutschefotothek.de, Deutsche Fotothek) |
| Gedenktafel Heinz Hamann                                      |                                                               | 11. Sep. 1983 (Enthüllung) |             | Görlitzer Straße 19–21 51° 30′ 9″ N, 14° 38′ 42″ O                       | früher an einem mittlerweile abgerissenen Haus auf der Görlitzer Straße 19–21 |                                                                                                  |
| Gedenkstein Frauenarbeitslager                                | Jürgen Bergmann                                               | 15. Apr. 2000              | Stein       | Kromlauer Weg 51° 30′ 44″ N, 14° 36′ 56″ O                               | Der Gedenkstein an der Stelle früherer Baracken des Außenlagers Weißwasser des KZ Groß-Rosen erinnert an jüdische Zwangsarbeiterinnen in Weißwasser 1944/45. | Gedenkstein für die Opfer des KZ-Außenlagers                                                     |
| Tafel Zwei-Kaiser-Denkmal                                     |                                                               | 1893                       |             | früher auf dem Marktplatz, heute am Rathaus 51° 30′ 24″ N, 14° 38′ 43″ O | Auf einem Sockel standen überlebensgroße bronzene Figuren von Kaiser Wilhelm I. und Friedrich III. Das Denkmal stand früher mitten auf dem Marktplatz, wurde 1933 im Dritten Reich an den östlichen Rand des Platzes versetzt und nach 1945 von der sowjetischen Besatzungsmacht zerstört. Einziges Überbleibsel ist eine Steinplatte, die in den 1990er Jahren im Sockel des Mahnmals für die Opfer des Faschismus gefunden wurde und jetzt neben dem Eingang des Rathauses steht. | (Foto des zerstörten Denkmals)                                                                   |
| Stadtwappen                                                   |                                                               |                            |             | Mittelstraße 11 51° 30′ 24″ N, 14° 38′ 28″ O                             | Zwei gleiche Stadtwappen befinden sich als farbige Reliefs über den beiden Eingängen des Wohnhauses Mittelstraße 11/13. | Relief Stadtwappen                                                                               |
| Wasserscheide-Steine                                          |                                                               | Apr. 2003                  | Stein       | an der Bautzener Straße 51° 30′ 3″ N, 14° 38′ 13″ O                      | Durch Weißwasser verläuft die Europäische Hauptwasserscheide Nordsee/Ostsee; Wasser der nordwestlichen Seite fließt nach etwa 719 km und ca. 20 Tagen in die Nordsee, Wasser der südöstlichen Seite fließt nach etwa 409 km und ca. 10 Tagen in die Ostsee | Wasserscheidestein Süd                                                                           |
| Wasserscheide-Steine                                          | Muskauer Straße/Karl-Marx-Straße 51° 30′ 24″ N, 14° 38′ 37″ O | Apr. 2003                  | Stein       | Wasserscheidestein Nord                                                  | Durch Weißwasser verläuft die Europäische Hauptwasserscheide Nordsee/Ostsee; Wasser der nordwestlichen Seite fließt nach etwa 719 km und ca. 20 Tagen in die Nordsee, Wasser der südöstlichen Seite fließt nach etwa 409 km und ca. 10 Tagen in die Ostsee |                                                                                                  |
| Findling des Tagebau Nochten                                  |                                                               |                            | Stein       | Marktplatz 51° 30′ 18″ N, 14° 38′ 47″ O                                  | | Findling mit Infotafel auf dem Marktplatz Weißwasser                                             |
| Ehrenhain Opfer des Faschismus Teil des Gedenkpfades          | Herbert Burschik (Entwurf)                                    | 7. Okt. 1979 (Einweihung)  |             | am Friedhof, Gagarinstraße 51° 30′ 5″ N, 14° 37′ 30″ O                   | Skulptur von Walter Kreisel, Gedenktafeln von Wolfgang Schmah | Ehrenmal für die Opfer des Faschismus in Weißwasser                                              |
| Sowjetisches Ehrenmal mit Flammenschale Teil des Gedenkpfades | Herbert Burschik (Entwurf)                                    | 7. Okt. 1974 (Einweihung)  |             | Friedhof, Forstweg 51° 30′ 5″ N, 14° 37′ 35″ O                           | | Sowjetisches Ehrenmal in Weißwasser                                                              |

## Stelen
| Bezeichnung | erschaffen von    | Baujahr | Kategorie | Lage | Beschreibung | Foto                    |
| ----------- | ----------------- | ------- | --------- | ---- | ------------ | ----------------------- |
| Pflanzstele | Jürgen von Woyski |         |           |      |              | Bild gesucht [ Foto 4 ] |

## Brunnen
| Bezeichnung                   | erschaffen von              | Baujahr        | Kategorie                                                                | Lage                                                                  | Beschreibung | Foto                        |
| ----------------------------- | --------------------------- | -------------- | ------------------------------------------------------------------------ | --------------------------------------------------------------------- | --- | --------------------------- |
| Bärenbrunnen                  | Eva Peschel                 | 6. Nov. 1912   |                                                                          | August-Bebel-Straße/Käthe-Kollwitz-Straße 51° 30′ 27″ N, 14° 37′ 0″ O | Der Bärenbrunnen wurde zur Eröffnung der Schule im „alten Dorf“ in Weißwasser eingeweiht und war ein Geschenk des Buchdruckereibesitzers und Verlegers Erich Hampel. Er steht seit den 1990er Jahren auf dem Hof der denkmalgeschützten Schule 1. | Bild gesucht BW [ Foto 4 ]  |
| Dorfbrunnen                   |                             |                |                                                                          |                                                                       | | Bild gesucht                |
| Findlingsbrunnen              |                             |                |                                                                          | Marktplatz 51° 30′ 19″ N, 14° 38′ 47″ O                               | Aus drei Findlingen in einem kreisförmigen Wasserablauf sprießt jeweils mittig Wasser heraus | Findlingsbrunnen Weißwasser |
| Glasmacherbrunnen             | Nachbau: Volker Beier       | 1922 neu: 2002 | Original: Kunstmuschelkalk Nachbau: Sandstein, Figuren: besandete Bronze | Bahnhofstraße 51° 30′ 21″ N, 14° 38′ 18″ O                            | Der Gedächtnisbrunnen zur Würdigung der im Ersten Weltkrieg Gefallenen wurde am 16. Juni 1922 in Betrieb genommen und am 12. Juli vom Militärverein der Gemeinde Weißwasser übergeben. 1978 wurde der Brunnen im Rahmen der Straßenumgestaltung – auch für den Ausbau des Busbahnhofs – abgerissen. Er wurde zur 450-Jahr-Feier der Stadt am 8. Juni 2002 wieder eingeweiht. | Glasmacherbrunnen (2002)    |
| Stele Neuer Glasmacherbrunnen | Künstlerkollektiv Magdeburg | 1981 (Entwurf) | Glas, Stahl, Beton                                                       | Berliner Straße/Boulevard 51° 30′ 12″ N, 14° 38′ 15″ O                | Der Springbrunnen wurde zusammen mit der Wassertechnik 2005 saniert. Am 9. November 2006 erfolgte die Demontage der Kunstteile zur Sanierung | Neuer Glasmacherbrunnen     |

## Relief
| Bezeichnung                          | erschaffen von  | Baujahr           | Kategorie   | Lage                                     | Beschreibung | Foto                                 |
| ------------------------------------ | --------------- | ----------------- | ----------- | ---------------------------------------- | --- | ------------------------------------ |
| Reliefsäule Energie und Gesellschaft | Siegfried Krepp | 1987 saniert 2004 | Reliefsäule | Am Fuchsbau 51° 29′ 45″ N, 14° 38′ 16″ O | Im Auftrag des Kreises Weißwasser entstand dieses Werk mit dem früheren Titel „Stele Energie und Gesellschaft“ mit Motiven der Energiewirtschaft und Werktätigen. Sie sollte Entstehung und Nutzen von Energie sowie ihre Bedeutung für die Entwicklung der Gesellschaft verdeutlichen. Erstaunlicherweise findet sich unter den Motiven auch das Zeichen der Friedensbewegung. Das Relief wurde aus Aluminium und Stahl gegossen. Aufgrund starken Rostes musste sie bereits 2004 saniert werden. In Zusammenarbeit mit der Lehrwerkstatt des Kraftwerkes Boxberg wurde es als erstes der Denkmale in Weißwasser saniert. Nachdem das Denkmal seinen Standort über 25 Jahre an der Kreuzung Bautzener Straße/Schweigstraße hatte, wurde es im Zuge des Neubaus der Eisarena und der Umgestaltung deren Umgebung etwa 2013 an ihren heutigen Ort an der Straße Am Fuchsbau gesetzt. | Reliefsäule Energie und Gesellschaft |

## Keramik
| Bezeichnung            | erschaffen von                                    | Baujahr | Kategorie   | Lage                                                           | Beschreibung                                                                      | Foto |
| ---------------------- | ------------------------------------------------- | ------- | ----------- | -------------------------------------------------------------- | --------------------------------------------------------------------------------- | ---- |
| Fuchs und Rabe im Baum | Mal- und Grafikzirkel des Kulturhauses Weißwasser |         | Wandkeramik | Teichstraße Eingang des Tierparks 51° 30′ 41″ N, 14° 38′ 10″ O | Dieses Keramikwandbild befindet sich am Eingangsgebäude des Tierparks Weißwasser. |      |

## Weitere Kulturobjekte
| Bezeichnung                                    | erschaffen von    | Baujahr | Kategorie                  | Lage                                                                                            | Beschreibung | Foto                         |
| ---------------------------------------------- | ----------------- | ------- | -------------------------- | ----------------------------------------------------------------------------------------------- | --- | ---------------------------- |
| Grubenwagen                                    |                   |         |                            | Bautzener Straße, Ortseingang 51° 29′ 29″ N, 14° 37′ 33″ O                                      | Durch Weißwasser führte einst ein Kleinbahnnetz, um die Kohlegruben zu verbinden | Denkmal Grubenwagen          |
| Stele und Baggerschaufel                       | Künstlerkollektiv |         |                            | Bautzener Straße, Ortseingang 51° 29′ 29″ N, 14° 37′ 33″ O                                      | Dieses Werk erinnert an die Braunkohlenindustrie in der Region Weißwasser | Stele und Baggerschaufel     |
| OTIS-Aufzug                                    | OTIS-Werke Berlin |         | Forstweg 43 (Friedhof)     |                                                                                                 | | Bild gesucht BW              |
| Waldbranddenkmal                               |                   | 1992    | Stele (ausgebrannter Baum) | Thomas-Jung-Straße, seit 6. April 2004 im Objekt der Rettungswache 51° 29′ 32″ N, 14° 38′ 35″ O | Das Denkmal erinnert an den großen Waldbrand vom 22. Mai 1992, bei dessen Bekämpfung der Feuerwehrmann Thomas Jung ums Leben kam. Ursprünglich war es an der Straße von Weißwasser nach Nochten aufgestellt, die dem Tagebau Nochten weichen musste. | Waldbranddenkmal             |
| Erich-Kanitz-Gedenkstein Teil des Gedenkpfades |                   |         | Gedenkstein                | auf dem Friedhof der Stadt, am Forstweg                                                         | Der Gedenkstein wurde ursprünglich vor dem Wasserturm aufgestellt, bevor er im März 1981 zur neugebauten „Erich-Kanitz-Oberschule“ umzog und nach deren Abriss 2012 an die Muskauer Straße, Ecke Waldhausstraße (frühere Erich-Kanitz-Straße) versetzt wurde. Nach Protesten von Anwohnern befindet er sich jetzt auf dem Friedhof der Stadt. Die Inschrift lautet: Dein Kampf ist uns / Verpflichtung / Erich Kanitz / Mitglied der KPD / ermordet am / 19. Juli 1932 | Gedenkstein für Erich Kanitz |

## Weitere Objekte
Folgende Objekte sind – sofern sie nicht oben bereits erwähnt wurden – keine offiziellen Kunst- und Kulturwerke.

### Gedenkpfad
Auf dem Friedhof der Stadt befindet sich der Gedenkpfad für die Opfer von Krieg und Gewalt. Die Einweihung des Gedenkpfades erfolgte am 4. Dezember 2010. Er umfasst das Gräberfeld Deutscher Gefallener aus dem Ersten Weltkrieg, das Gräberfeld Deutscher Gefallener aus dem Zweiten Weltkrieg, den Ehrenhain für die Opfer des Faschismus, das Sowjetische Ehrenmal und den Jüdischen Friedhof. Der Jüdische Friedhof wurde 1982 eingeebnet und das Gelände umgestaltet. Am 1. September 2010 wurde er durch den Landesrabbiner Dr. Almekias Siegl wieder geweiht.

### Weitere Kunstobjekte
| Bezeichnung                        | erschaffen von         | Baujahr | Kategorie | Lage                                             | Beschreibung | Foto               |
| ---------------------------------- | ---------------------- | ------- | --------- | ------------------------------------------------ | --- | ------------------ |
| Jungfernbrunnen Stadtwerke-Brunnen | Volker Beier (Entwurf) | 1996    |           | Straße des Friedens 51° 30′ 27″ N, 14° 38′ 29″ O | Der Lebensfreude ausstrahlende Springbrunnen wird dominiert von zwei nackten Figuren, die sich mit hochgereckten Armen vom Wasser berieseln lassen. Nachdem im Jahr 2008 eine der beiden Figuren gestohlen wurde, sorgte Beier unentgeltlich für Ersatz. Den Bronzeguss finanzierten die Stadtwerke Weißwasser. | Stadtwerke-Brunnen |

### Weitere Erinnerungsstätten
| Bezeichnung                                                            | erschaffen von | Baujahr      | Kategorie | Lage                                         | Beschreibung | Foto                                                               |
| ---------------------------------------------------------------------- | -------------- | ------------ | --------- | -------------------------------------------- | --- | ------------------------------------------------------------------ |
| Kastanie und Gedenkstein 444 Jahre Ersterwähnung                       |                | 8. Juni 1996 |           | Muskauer Straße 51° 30′ 25″ N, 14° 38′ 39″ O | Baum und Gedenkstein; „Kastanie / gepflanzt durch die LAUBAG, / am 8. Juni 1996, / anläßlich des 444. Jahrestages der / urkundlichen / Erwähnung von Weißwasser“      | Kastanie und Gedenkstein zur 444-jährigen Ersterwähnung Weißwasser |
| Freundschaftsbaum zur 10-jährigen Städtepartnerschaft Brühl-Weißwasser |                | 2. Okt. 2000 |           | Forstweg 51° 30′ 6″ N, 14° 37′ 50″ O         | „gestiftet von der Stadt Brühl und / gepflanzt anlässlich der 10 jährigen Städtefreundschaft / Weißwasser-Brühl / durch Vertreter beider Städte / am 2. Oktober 2000“ | Städtepartnerschaftsbaum Brühl-Weißwasser                          |

## Links zu Fotos
1. ↑  
Foto der Wandmalerei auf Keramikplatten in Weißwasser, Kaufhalle „Minute“ (Memento des Originals vom 4. März 2016 im Internet Archive)  Info: Der Archivlink wurde automatisch eingesetzt und noch nicht geprüft. Bitte prüfe Original- und Archivlink gemäß Anleitung und entferne dann diesen Hinweis. auf Lausitzer Rundschau online.
2. ↑  
Skulptur „Junge Familie“ am früheren ♁ – Karte im Alten Dorf von Weißwasser (Memento vom 10. Februar 2013 im Webarchiv archive.today) auf der Website des Brandenburgischen Verbandes Bildender Künstlerinnen und Künstler e. V.
3. ↑  
Foto des Zwei-Kaiser-Denkmals in Weißwasser
4. 1 2  
Foto des Bärenbrunnens im Hof der Schule 1 auf Lausitzer Rundschau online.
5. ↑  
Fotos des originalen Glasmacherbrunnens beim Bildindex der Kunst und Architektur

- Karte mit allen Koordinaten:
- OSM |
- WikiMap